# 544 př. n. l.

## Události
- Peisistratos se stal podruhé tyranem v Athénách

## Vědy a umění
- První souborné provedení nejstarší sbírky čínské poezie Š'-ťing (Kniha písní)

## Hlava sátu
- Perská říše: Kýros II.
- Egypt: Ahmose II. (26. dynastie)
- Novobabylonská říše: Nabonid